# 미스터 셀프리지
《미스터 셀프리지》(영어: Mr Selfridge)는 2013년부터 2016년까지 방송된 영국의 텔레비전 드라마이다.

## 에피소드
| 시즌 | 시즌 | 회수 | 방송 날짜       | 방송 날짜       |
| 시즌 | 시즌 | 회수 | 시즌 시작       | 시즌 종료       |
| ---- | ---- | ---- | --------------- | --------------- |
|      | 1    | 10   | 2013년 1월 6일  | 2013년 3월 10일 |
|      | 2    | 10   | 2014년 1월 19일 | 2014년 3월 23일 |
|      | 3    | 10   | 2015년 1월 25일 | 2015년 3월 29일 |
|      | 4    | 10   | 2016년 1월 8일  | 2016년 3월 11일 |